# Formula Academy Sudamericana
Le Formul'Academy Sudamericana est une compétition automobile de type monoplace de la catégorie Formul'Academy. Elle a un temps porté le nom de F4 Sudamericana.

## Palmarès
| 2014 | Bruno Baptista | Signatech-Fiat |             |             |             |             |             |
| 2015 | Pedro Cardoso  | Signatech-Fiat |             |             |             |             |             |
| 2016 | Facundo Garese | Signatech-Fiat |             |             |             |             |             |
| 2017 | Non disputé    | Non disputé    | Non disputé | Non disputé | Non disputé | Non disputé | Non disputé |
| 2018 | Juan Vieira    | Signatech-Fiat |             |             |             |             |             |
| 2019 | Juan Vieira    | Signatech-Fiat |             |             |             |             |             |